# Bâtiment situé 7 Trg cara Jovana Nenada à Subotica
Le bâtiment situé 7 Trg cara Jovana Nenada à Subotica (en serbe cyrillique : Зграда на Тргу цара Јована Ненада бр. 7 у Суботици ; en serbe latin : Zgrada na Trgu cara Jovana Nenada br. 7 u Subotici) est situé à Subotica, dans la province de Voïvodine et dans le district de Bačka septentrionale, en Serbie. Il est inscrit sur la liste des monuments culturels protégés de la République de Serbie (identifiant no SK 1850).